# José Machín
Pour les articles homonymes, voir José et Machin.
José Ndong Machín Dicombo, surnommé Pepín, né le 14 août 1996 à Bata, est un footballeur international équatoguinéen. Il évolue au poste de milieu relayeur au FC Cartagena, en prêt de l'AC Monza.

## Carrière

### En club
Pepín s'engage avec l'AS Roma en janvier 2015.
Il est prêté le 5 août 2016 au Trapani Calcio, où il jouera 9 matches en 4 mois.
Le 11 janvier 2017, il est de nouveau prêté au club suisse du FC Lugano pour une durée de six mois.
Lors du mercato estival de l'année 2017, l'AS Roma le prête une nouvelle fois pour six mois dans le club italien de Brescia Calcio. Pour la deuxième partie de la saison, il est prêté à Pescara. Le club le fait signer définitivement durant l'été 2018, contre un chèque de 1,5 million d'euros.
Le 31 janvier 2020, il est prêté pour six mois par Parme à l'AC Monza (le club dont le propriétaire est Silvio Berlusconi et qui est présidé par Adriano Galliani) avec obligation d'achat si certaines conditions sont respectées. À l'arrêt de la saison 2019-2020 en raison de la pandémie de Covid-19, Monza est promu en Serie B.

### En sélection
Il honore sa première sélection avec la Guinée équatoriale le 12 novembre 2015, lors d'un match contre le Maroc rentrant dans le cadre des éliminatoires du mondial 2018 (défaite 2-0). Machin dispute sa première compétition internationale lors de la Coupe d'Afrique des nations 2021 au Cameroun. En décembre 2023, il est retenu dans la liste des vingt-sept joueurs équatoguinéens par Juan Micha pour disputer la Coupe d'Afrique des nations 2023.
Il est co-meilleur passeur de la Coupe d'Afrique des nations de football 2023 (3 passes).